# Gutenbergia somalensis
Gutenbergia somalensis là một loài thực vật có hoa trong họ Cúc. Loài này được (O.Hoffm.) M.G.Gilbert mô tả khoa học đầu tiên năm 1981.